# Rosvik
Rosvik är en tätort i Piteå kommun i Norrbottens län. Rosvik ligger där Rosån mynnar ut i Bottenviken mellan Luleå och Piteå.

## Historia
Man vet att människor har bott i trakterna kring Rosvik i över fyratusen år - stenrösen finns ännu kvar från yngre stenåldern. Byanamnet Rosvik uppkom dock betydligt senare. Första gången det nämndes i skrift var år 1465. Namnet stavades då "Rodzwigh", och tros betyda "den lugna viken". Ännu 1539 stavades bynamnet "Rodswigh" vilket var i landskapshandlingen för Västerbottens län.

### Befolkningsutveckling
| Befolkningsutvecklingen i Rosvik 1960–2020 | Befolkningsutvecklingen i Rosvik 1960–2020 | Befolkningsutvecklingen i Rosvik 1960–2020 | Befolkningsutvecklingen i Rosvik 1960–2020 | Befolkningsutvecklingen i Rosvik 1960–2020 |
| ------------------------------------------ | ------------------------------------------ | ------------------------------------------ | ------------------------------------------ | ------------------------------------------ |
|                                            |                                            |                                            |                                            |                                            |
| År                                         |                                            |                                            | Folkmängd                                  | Areal (ha)                                 |
| 1960                                       | 1960                                       |                                            | 503                                        | 110                                        |
| 1965                                       | 1965                                       |                                            | 475                                        | 110                                        |
| 1970                                       | 1970                                       |                                            | 555                                        |                                            |
| 1975                                       | 1975                                       |                                            | 765                                        |                                            |
| 1980                                       | 1980                                       |                                            | 1 789                                      |                                            |
| 1990                                       | 1990                                       |                                            | 2 029                                      | 180                                        |
| 1995                                       | 1995                                       |                                            | 1 942                                      | 188                                        |
| 2000                                       | 2000                                       |                                            | 1 824                                      | 188                                        |
| 2005                                       | 2005                                       |                                            | 1 766                                      | 194                                        |
| 2010                                       | 2010                                       |                                            | 1 735                                      | 193                                        |
| 2015                                       | 2015                                       |                                            | 1 848                                      | 319                                        |
| 2020                                       | 2020                                       |                                            | 1 868                                      | 305                                        |
|                                            |                                            |                                            |                                            |                                            |

## Samhället
Här finns Rosviks kyrka, obemannad bensinstation (OKQ8), livsmedelsbutik (Coop), bibliotek, ishall,  frisersalong, restaurang och en thaimatsvagn.
Det finns en förskola med 9 avdelningar och en skola med årskurs F-6 i Rosvik. 
Rosvik har en småbåtshamn med tillgång till skärgården och en hamn för lite större båtar finns på Trundön.
Det finns en större ställplats vid Royal/Folkets Hus samt några enstaka ställplatser i anslutning till småbåtshamnen och badplatsen.
Rosvik blev vald till årets by i Piteå kommun år 2011.

## Näringsliv
Det finns ca 60 verksamma företag i Rosvik.

## Idrott
Idrottsföreningen Rosvik IK finns här